# Ioannis Fountoulis
Ioannis (Giannis) Fountoulis (Chios, 25. svibnja 1988.) grčki je vaterpolist.
Klupsku karijeru započeo je u Chiosu. Godine 2009. prelazi u Olympiakos, najuspješniji i najpoznatiji grčki vaterpolski klub. U njegovim redovima osvaja Ligu prvaka u sezoni 2017./18.
Osvajač je brončanog odličja na Svjetskom prvenstvu 2015. u ruskom Kazanju. Krajem iste klupske sezone bio je proglašen najboljim igračem grčke lige. S grčkom reprezentacijom nastupao je i na Olimpijskim igrama 2012. i 2016., kada je Grčka zauzela 9. mjesto. Iste godine osvojio je broncu u završnici Svjetske lige.
Osvojio je srebro na olimpijskom turniru u Tokiju 2020. godine.